# Амгинский наслег (Таттинский улус)
Амгинский наслег — сельское поселение, входит в состав Таттинского улуса Якутии. Площадь территории 5,2 тыс. км².
Центр наслега — село Чычымах. Глава наслега — Соров Степан Степанович.

## Географическое положение
Наслег расположен в восточной части Таттинского улуса, в 65 км к юго-востоку от центра улуса. Наслег граничит с Усть-Амгинским, Средне-Амгинским и Октябрьским наслегами, а также с Усть-Майским и Чурапчинским улусами и Томпонским районом. По территории наслега протекает река Амга.

## История
Амгинский наслег образован в 1915 году.

## Население
| 2002 | 2010 | 2011 | 2012 | 2013 | 2014 | 2015 |
| ---- | ---- | ---- | ---- | ---- | ---- | ---- |
| 798  | ↘773 | ↘772 | ↘766 | ↘752 | ↘722 | ↗724 |
| 2016 | 2017 | 2018 | 2019 | 2020 | 2021 |      |
| ↘707 | ↘697 | ↗699 | ↘692 | ↘674 | ↘666 |      |

## Социально значимые объекты и экономика
На территории наслега есть: МДОУ «Туйаара», МОУ Чычымахская средняя общеобразовательная школа им. С. Р. Кулачикова-Элляя, СХПК «Чычымах», СХПК «Учай», 21 крестьянское хозяйство, Чычымахский молокозавод, СХПКК «Кыттыс», ветеринарный участок, 5 торговых точек, 2 хлебопекарни, врачебная амбулатория, отделение почтовой связи, участок филиала ГУП ТЦТР, отделение телефонной связи ОАО «Сахателеком», библиотека, ОКЦ «Айылгы», спортзал «Дьулуур», ДНИЭП «Кубалаах», участок Таттинского филиала ГУП ЖКХ РС(Я).

## Люди связанные с наслегом
- Кулаковский, Алексей Елисеевич (1877, Амгинский наслег — 1926) — якутский поэт, один из основоположников якутской литературы
- Кулачиков, Серафим Романович (1904, Амгинский наслег — 1976) — якутский советский поэт, переводчик